# Piso

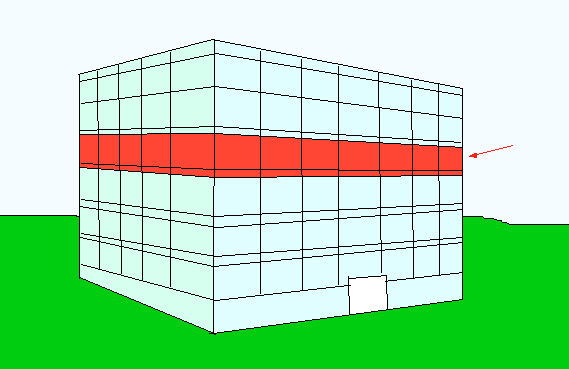
Un esquema de un piso señalado en rojo en un bloque de apartamentos de seis alturas.

El piso es la superficie inferior horizontal de un espacio arquitectónico, el ‘lugar que se pisa’. También son llamados pisos, en lenguaje coloquial, los diferentes niveles de un edificio que podrían ser utilizados por personas (para vivienda, trabajo, almacenamiento, recreación, etc.). Además, en España se llama piso a los bloques de viviendas. En ocasiones se utiliza, erróneamente, piso en vez de forjado, que es el elemento estructural horizontal de una planta.
En arquitectura, los diferentes niveles se denominan plantas y los materiales que conforman la superficie superior de cada planta se llaman pavimentos, incluso los de las zonas exteriores a la edificación. Tanto la palabra planta como piso, son términos sinónimos. Los términos piso, nivel, o planta se usan de maneras similares. El piso al nivel del suelo se llama «planta baja» (es decir, no se necesita número; el piso debajo se le llama «sótano», y el piso encima se le llama «primero») en varias regiones. Sin embargo, en algunas regiones, como los Estados Unidos, planta baja es sinónimo de primera planta, lo que lleva a diferentes numeraciones de pisos, según la región —incluso entre diferentes variedades nacionales del idioma—.

## Piso como sinónimo de vivienda
Además del uso tradicional del término piso, este puede tener otras connotaciones dependiendo del uso en distintas regiones.
En Argentina, Paraguay, Uruguay  y  Perú se dice que alguien tiene o vive en un piso de un edificio cuando la vivienda ocupa toda la planta, o piso. En este tipo de edificios, cada piso es una vivienda (en estos países las viviendas son generalmente denominadas departamentos).
En España, piso es usado en el lenguaje coloquial y comercial como sinónimo de vivienda o de planta. En España, suele haber varios pisos diferentes en una misma planta.

## Visión general
Las casas suelen tener solo uno o dos pisos, aunque también existen casas de tres y cuatro pisos. Los edificios a menudo se clasifican como de poca altura, mediana altura y gran altura según la cantidad de niveles que contienen, pero estas categorías no están bien definidas. A menudo se hace referencia a una casa de una sola planta, particularmente en el Reino Unido, como un bungaló. Una casa de dos pisos o extensión se le llama dúplex. El rascacielos más alto del mundo, Burj Khalifa, tiene 163 plantas.
La altura de cada piso se basa en la altura del techo de los cuartos más el grosor del piso entre cada panel. Generalmente esto es alrededor de 4,3 m en total; sin embargo, varía ampliamente desde justo por debajo de esta cifra hasta muy por encima de ella. Los pisos dentro de un edificio no necesitan tener la misma altura; a menudo, el vestíbulo es más alto, por ejemplo. Una revisión de edificios altos sugiere que las torres residenciales pueden tener una altura de piso de 3,1 m para apartamentos, mientras que un edificio comercial puede tener una altura de piso de 3,9 m para los pisos alquilados a los inquilinos. En tales edificios altos (60 o más pisos), puede haber pisos de servicio de mayor altura.
Además, los niveles más altos pueden tener menos área de piso que los que están debajo de estos (por ejemplo, la Torre Sears).
En español, el piso principal o planta principal de una casa es el piso que contiene los apartamentos principales; suele ser la planta baja o el piso de arriba. En Italia, el piso principal de una casa suele estar por encima del nivel del suelo y puede llamarse piano nobile («piso noble»).
El desván o loft es un piso justo debajo del techo del edificio; su techo es a menudo inclinado o a una altura diferente a la de otros pisos. Un ático es un apartamento de lujo en el último piso de un edificio. Un sótano es un piso debajo de la planta baja o principal; el primer (o único) sótano de una casa también se denomina planta baja. Las palabras piso y planta normalmente excluyen los niveles del edificio que no están cubiertos por un techo, como la terraza en los tejados de muchos edificios. Sin embargo, un techo plano en un edificio «se» cuenta como un piso en otros idiomas, por ejemplo dakvloer en neerlandés, literalmente «piso del techo», simplemente contó un nivel hacia arriba desde el número de piso que cubre.
Edificios de nivel partido tienen pisos que se compensan entre sí por menos de la altura de un piso completo. Una entreplanta, en particular, es típicamente un piso a medio camino.

## Numeración de pisos (o plantas) en edificios
Hay discrepancias en las costumbres de numerar los pisos, o las plantas de los edificios, entre los diferentes países.
En la mayor parte de Europa y en la Mancomunidad de Naciones, el piso situado en el nivel del terreno es la planta baja, y el piso de encima es la primera planta, manteniéndose el empleo continental europeo que pasa de moda a partir de la construcción de palacios.
En Francia, por ejemplo, el término para la planta baja es rez de chaussée. En Estados Unidos y Canadá (excepto en Quebec), el piso en el nivel del terreno es, por lo general, la primera planta y el piso de encima es el segundo piso. Este sistema también es usado en Chile, Rusia y otros países de la ex Unión Soviética. China sigue el sistema estadounidense.

Sistema de numeración de pisos por países
Sistema europeo
Sistema norteamericano
Ambos sistemas
Sin datos

La numeración de pisos es el sistema de numeración utilizado para los pisos de un edificio. Hay dos sistemas principales en uso en todo el mundo. En un sistema, utilizado en la mayoría de los países europeos, la planta baja es el piso literalmente al nivel del suelo, que con frecuencia no tiene número y se identifica con una palabra o letra, que varía según el idioma (por ejemplo, «B» para «Bajo» en español o «G» para Ground en inglés), o «0» (cero) en un ascensor que tiene botones estrictamente numerados. Al siguiente piso se le asigna el número 1 y es el primer piso (primer «alzado»), el primer nivel del sótano recibe «−1», y así sucesivamente. El otro sistema, utilizado en países como Estados Unidos, Canadá, China, Japón, Rusia y otros estados de la ex Unión Soviética, cuenta el piso inferior como primer piso, el siguiente piso como segundo piso, y así sucesivamente. En Noruega, también usa este estándar. En ambos sistemas, la numeración de los pisos superiores continúa secuencialmente a medida que se asciende, como se muestra en la siguiente tabla:

### Designaciones de piso de números consecutivos
| Altura relativa al suelo (pisos)      | Sistema europeo                                          | Sistema norteamericano                                   |
| ------------------------------------- | -------------------------------------------------------- | -------------------------------------------------------- |
| Último piso                           | Ático (A), Techo o terraza (T), Piso n                   | Ático (A), Techo o terraza (T), Piso n                   |
| 2 niveles sobre planta baja           | 2.º piso (2/2.º)                                         | 3.er piso (3/3.º)                                        |
| 1 nivel sobre planta baja             | 1.er piso (1/1.º)                                        | 2.º piso (2/2.º)                                         |
| Planta parcialmente sobre planta baja | Planta superior, Nivel superior, Entreplanta (E), etc.   | Planta superior, Nivel superior, Entreplanta (E), etc.   |
| Planta baja                           | Planta baja (B), Vestíbulo (V), Calle (C), Principal (P) | Planta baja (B), Vestíbulo (V), Calle (C), Principal (P) |
| Planta baja                           | Piso 0 (0)                                               | 1.er piso (1/1.º)                                        |
| Planta parcialmente bajo planta baja  | Planta inferior, nivel inferior, Aparcamiento (P), etc.  | Planta inferior, nivel inferior, Aparcamiento (P), etc.  |
| 1 nivel bajo planta baja              | 1.er sótano (−1/S1)                                      | 1.er sótano (−1/S1)                                      |
| 2 niveles bajo planta baja            | 2.º sótano (−2/S2)                                       | 2.º sótano (−2/S2)                                       |

Cada sistema tiene más variaciones dependiendo de cómo uno se refiera a la planta baja y los niveles subterráneos. La existencia de dos convenciones incompatibles es una fuente común de confusión en la comunicación internacional.
En todos los países de habla inglesa, los pisos de un edificio se «cuentan» de la misma manera: un «edificio de siete pisos» no es ambiguo, aunque el último piso se llamaría «6º piso» en el Reino Unido y «7º piso» en Estados Unidos. Esto contrasta, por ejemplo, con el uso francés, donde un edificio de 7 pisos se llama une maison à 6 (six) étages. Las entreplantas pueden o no contarse como pisos.
En algunos edificios no existe la planta número trece, pasando la numeración de la planta doce a 12A, o a la catorce. Se debe al temor irracional al número 13, llamado triscaidecafobia. Ocurre en algunos hoteles, para intentar evitar que afecte a personas que padecen esta superstición. También ocurre en los aviones.

## El número de plantas: un elemento de economía
El desarrollo inmobiliario moderno ha cambiado los hábitos de los valores tradicionales atribuidos a los pisos: cuanto más alto es el piso, mejor vista y menos contaminado el aire; el valor de la superficie aumenta (precio del metro cuadrado), la distribución de los pisos grandes en el edificio ya no es la misma en función del estándar al que se dirija la promoción, bajo o alto, y la terraza es la reina. Podríamos incluso ver el piso superior tratado como un ático adoptando la forma genérica de una casa unifamiliar. Del mismo modo, la importancia de los locales que son oficinas en su edificio especializado es un signo de jerarquía en función de su altitud en el edificio, no sólo en función de la superficie o del estilo de distribución: pasamos de la planta baja del despacho del director en la empresa a finales del siglo XIX, al primer piso a mediados del siglo XX, luego a lo alto de la torre en el siglo XXI para el despacho del presidente. Si bien en la arquitectura actual el movimiento dentro del edificio pretende ser completamente libre, menos restrictivo o menos ordenado y sobre todo menos protocolario que antes  el nivel del piso sigue siendo también un elemento de organización del espacio que permite representar de forma sensible en la mente de las personas la estructura de la sociedad con su estratificación. Desde este punto de vista, la altura del edificio sigue siendo hoy un signo de éxito idéntico al de las alturas de las catedrales de la Edad Media que daban importancia religiosa. La altura es simbólica y el suelo ahora sirve como punto de referencia unitario para la altura. Se muestra la importancia de la modernidad, se publicitan los registros de los edificios con el mismo espíritu ahora que durante la construcción de la Torre Eiffel (y sus tres pisos que provocaron discusión), con el registro muy elocuente del número de plantas.

## Piso como parte inferior horizontal de un espacio arquitectónico

### Construcción del contrapiso
Los pisos pueden construirse sobre vigas o viguetas o utilizar estructuras como las losas alveolares prefabricadas. El contrapiso se basa en ellos y se fija por diversos medios particulares a la estructura de soporte, pero el soporte y el subsuelo juntos siempre proporcionan la resistencia de un piso que se puede sentir bajo los pies. Hoy en día, cuando se construye en madera, los contrapisos suelen estar hechos de al menos dos capas de madera contrachapada resistente a la humedad (de grado «AC», con una cara acabada y lijada) o de láminas compuestas, denominadas conjuntamente contrapisos sobre viguetas de 2×8, 2×10 o 2×12 (madera dimensional) espaciadas generalmente en centros de 16 pulgadas (40,6 cm), en los Estados Unidos y Canadá. 
Algunos componentes del piso utilizados únicamente en las losas de hormigón consisten en una capa de goma o de plástico con hoyuelos, muy parecida al plástico de burbujas, que proporciona pequeños pilares para el material de lámina 1/2 de pulgada (12,7 mm) superior. Se fabrican en cuadrados de 2 x 2 pies (61 x 61 cm) y los bordes encajan como una junta de mortaja y espiga. Al igual que en un piso sobre viguetas y no sobre hormigón, se añade una segunda capa de revestimiento con juntas escalonadas para dispersar las fuerzas que abrirían una junta bajo la tensión de cargas vivas como la de una persona caminando.
Las tres capas son habituales solamente en las construcciones de alta calidad. Las dos capas en la construcción de alta calidad serán ambas láminas gruesas 3/4 de pulgada (19,1 mm) (al igual que la tercera cuando esté presente), pero las dos capas pueden alcanzar un grosor combinado de solamente la mitad que en la construcción más barata 1/2 plg (12,7 mm) panel superpuesto por 1/4 plg (6,4 mm) contrapiso de madera contrachapada. En el extremo más alto, o en determinadas habitaciones del edificio, puede haber tres capas de láminas, y este subsuelo tan rígido es necesario para evitar el agrietamiento de las grandes baldosas de 9-10 pulgadas (22,9-25,4 cm) o más en un lado, y la estructura debajo de un suelo de este tipo a menudo también tendrá un «refuerzo» adicional y un «bloqueo» de viga a viga con el fin de distribuir el peso para tener el menor hundimiento posible en cualquier viga cuando hay una carga viva en el piso de arriba.